# Chiesa di Santa Maria Assunta (Monte Compatri)
La chiesa parrocchiale di Santa Maria Assunta in Cielo è il principale luogo di culto cattolico del paese di Monte Compatri, in città metropolitana di Roma e sede suburbicaria di Frascati.

## Storia
La storia della chiesa parrocchiale di Monte Compatri si collega al sorgere e svilupparsi del castello e, per la sua ubicazione, pare che dovesse far parte del castello stesso.
Alla distruzione del Tuscolo (1191) gli abitanti profughi incrementarono i centri abitati nelle vicinanze ed in quel periodo si svilupparono le costruzioni del Borgo Ghetto e sorse anche una chiesa più ampia, dedicata a santa Brigida, titolo che poi mutò, verso il 1600, in quello di santa Maria Assunta in Cielo.
Dal 1630 al 1633 si compì, per opera del popolo e del cardinale Scipione Caffarelli-Borghese, un radicale restauro della Chiesa stessa. La facciata venne progettata dall'architetto Carlo Rainaldi e la navata da Giovanni Battista Soria. Il 5 maggio 1633, con il permesso del cardinale Marcello Lante, vescovo di Frascati, il vescovo di Camerino Giovanni Altieri benedisse la chiesa, che fu poi consacrata dal cardinale Enrico Benedetto Stuart, duca di York, vescovo di Frascati, nel 1773.
L'avvocato Ciuffa, storico di Monte Compatri, ricorda che quando fu inaugurata il Comune fece un fuoco artificiale bruciando, come era in uso, una botte vecchia e spendendo 50 baiocchi.

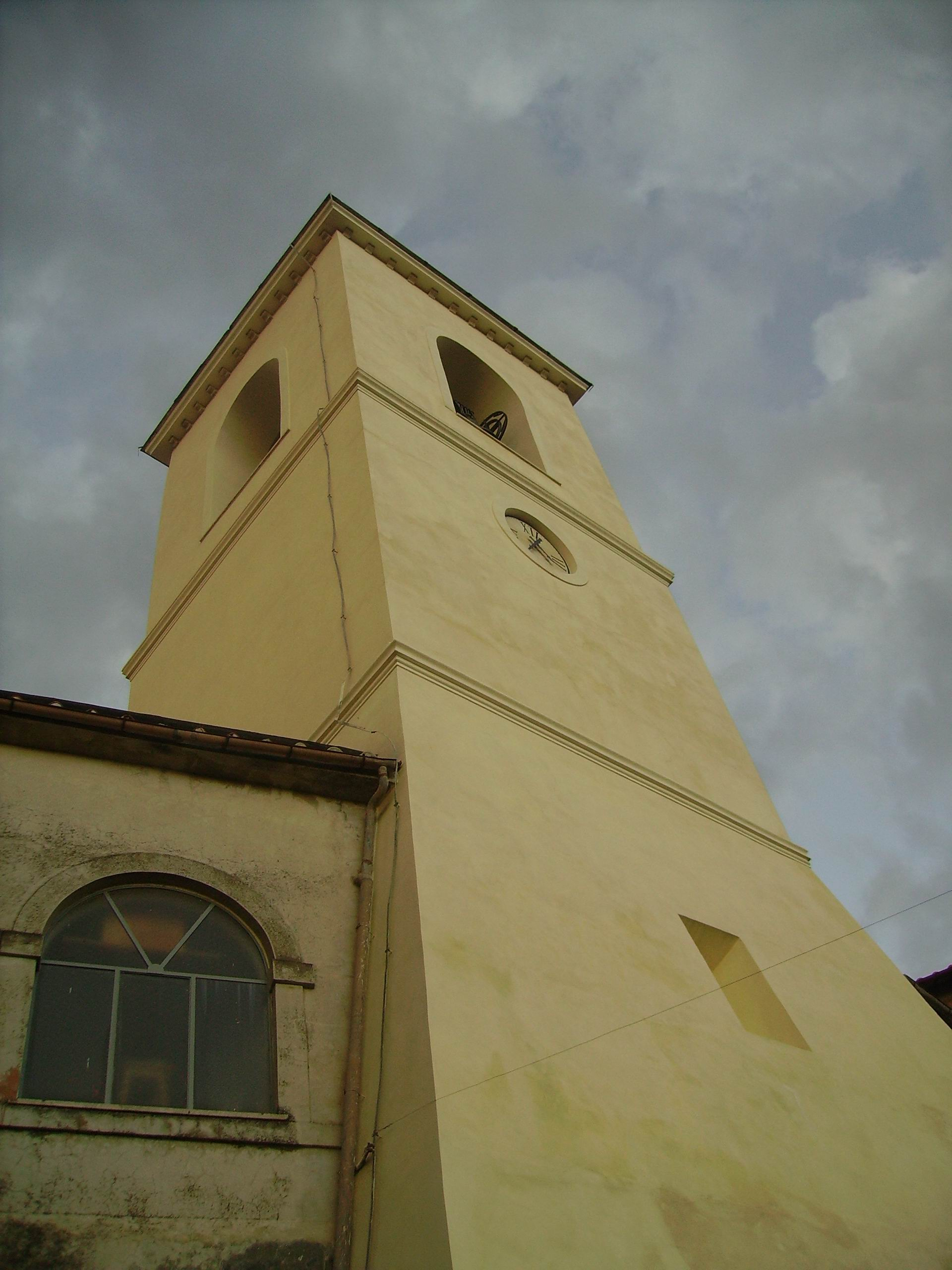
Il campanile

Una descrizione della chiesa d'allora la si trova in un manoscritto dell'arciprete Valeriano Marini: la sua struttura vede una navata nella quale esistono sette altari. Il campanile si innalzava dove oggi si trova la cappella della Madonna di Loreto (e i monticiani ricordano la notte che cadde senza recare danni a cose o persone).
Nel 1828 si pensò a sistemare le tre campane più grosse sulla Torre (antica vedetta romana, poi maschio del castello), e vi si pose anche l'orologio.
La chiesa però cominciava a non essere più sufficiente alla popolazione e si iniziò a parlare di ampliarla o di costruirne addirittura una nuova. Nell'agosto del 1865 papa Pio IX si recò a Monte Compatri per inaugurare la nuova sede del Palazzo Municipale ed il Clero, il Consiglio comunale e il popolo tappezzarono di monete d'oro i selci sotto l'Arco per cui doveva passare la carrozza del pontefice.
Le autorità, per l'occasione, pensarono di chiedere un sussidio per l'ampliamento della chiesa e si racconta che il papa, uomo di spirito, ribattesse: «Andate a raccogliere le monete d'oro seminate sotto il vostro arco!». Promise poi che avrebbe aiutato la costruzione inviando mano d'opera tolta da luoghi di pena.
Nel 1876 finalmente, sotto la spinta di un comitato per l'ampliamento,con un progetto dell'architetto Carimini (modificato poi dall'architetto Leonori) si fece qualcosa di concreto. Il benefattore Luigi Nardella, a sue spese pensò all'interno della chiesa e all'altare maggiore in marmo. La chiesa poteva così funzionare anche se la copertura era assai precaria. Infatti, il terremoto del 1899, fece crollare parte della volta mal costruita che raccordava la vecchia costruzione alla nuova.
Nel 1900 don Dario Ciuffa spese più di 30.000 lire per la copertura in piombo della cupola e del catino dell'altare. Tra il popolo sorse poi il desiderio di livellare il pavimento della chiesa vecchia che era rimasto 90 centimetri più in alto della nuova; il lavoro si fece con la costruzione di un buon pavimento in cemento e l'applicazione di lastre di peperino.
Nel 1901 il cardinale Serafino Vannutelli consacrò la nuova chiesa.
Nel 1928 si affrontò il restauro radicale della torre campanaria e la sistemazione delle campane.
Nel 1933 si concludevano i lavori con il rifacimento della cantoria, la sostituzione dei vetri alle finestre, la decorazione delle cappelle laterali.
Nel 1935, il cardinale Michele Lega innalzò parte dei saloni parrocchiali, e la benefattrice, Amalia Lanza Carli, faceva terminare il progetto con le due sale presso la porta laterale della Chiesa.

## Opere d'arte
Le opere d'arte che si trovano all'interno della parrocchiale, meritano una nota particolare il quadro della Morte di san Francesco quello della Vergine con Bambino e santi, dipinti che risalgono ai primi pittori del '600 e sono attribuiti al Vanni e al Passignano.